# Политический статус Косово
Политический статус Косово, также известный как Косовский вопрос В 1999 году управление Автономным краем Косово и Метохия было временно передано Организации Объединенных Наций в соответствии с положениями резолюции 1244 Совета Безопасности ООН, которая положила конец косовскому конфликту того года. В этой резолюции была подтверждена территориальная целостность Сербии в отношении Косово, но от администрации ООН требовалось содействовать созданию «существенной автономии и самоуправления» для Косово до достижения «окончательного урегулирования» путем переговоров между сторонами.
Переговоры под эгидой ООН начались в феврале 2006 года, и хотя стороны не достигли соглашения, в мае 2007 года было представлено предложение Специального посланника ООН Мартти Ахтисаари, в котором рекомендовалось предоставить провинции «контролируемую независимость». После многих недель обсуждений в ООН в Нью-Йорке (США) , Великобритания и другие европейские члены Совета Безопасности ООН 20 июля 2007 года официально «отклонили» проект резолюции, поддерживающий предложение Ахтисаари, поскольку им не удалось заручиться поддержкой России.
17 февраля 2008 года представители народа Косово, действуя вне рамок Временных институтов самоуправления (ВИСУ), созданных миссией ООН по управлению, опубликовали декларацию о независимости, создав Республику Косово . Международный суд постановил, что декларация не нарушает международное право, и утверждал, что подписавшие ее авторы представляли широкую волю народа Косово, а не Ассамблею Косово под эгидой резолюции ООН 1244.